# Coptorhina excavata
Coptorhina excavata là một loài bọ cánh cứng trong họ Bọ hung (Scarabaeidae).